# Lougba
Lougba è un arrondissement del Benin situato nella città di Bantè (dipartimento delle Colline) con 7.012 abitanti (dato 2006).